# 方启坤
方启坤（1904年—1984年），曾用名方复苏，女，安徽安庆人，中华人民共和国政治人物，曾任皖北区党委机关托儿所所长，安徽省政协副主席。

## 家庭
丈夫王步文。